# エドワード・ラムソン・ヘンリー
エドワード・ラムソン・ヘンリー（Edward Lamson Henry、 E.L. Henryとも、1841年1月12日 - 1919年5月9日）はアメリカ合衆国の画家である。
サウスカロライナ州のチャールストンに生まれたが、7歳の時両親を失い、ニューヨークのいとこの家で育てられた。ニューヨークで絵を学び始め、フィラデルフィアのペンシルベニア美術アカデミーで学んだ後、1860年にパリに渡り、シャルル・グレールやギュスターヴ・クールベに学んだ。 当時のフランスではクロード・モネ、ピエール＝オーギュスト・ルノワール、アルフレッド・シスレー、フレデリック・バジールといった画家が活躍していた。
南北戦争が始まり、1862年にアメリカに戻り、北軍の輸送船の船員として働いた。南北戦争が終わった後は戦争での経験に基づく作品を描き始めた。ウィンスロー・ホーマーなど多くの有名な画家がスタジオを構えた、ニューヨーク市のTenth Street Studio Buildingに移り、1869年にナショナル・アカデミー・オブ・デザインの会員に選ばれた。
ニューヨーク歴史協会(New-York Historical Society)の会員にもなり、アメリカの古い牧歌的な農村の生活や、初期の鉄道旅行の情景を資料を基にノスタルジックに描いた。

## 作品

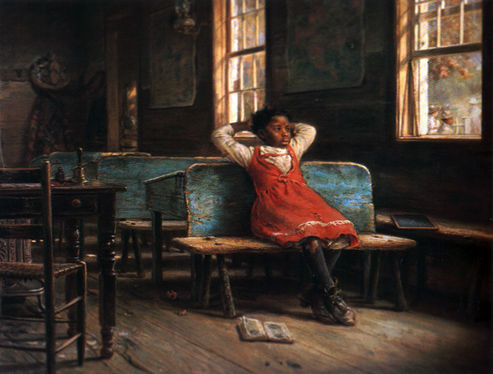
"Kept In" (1888)
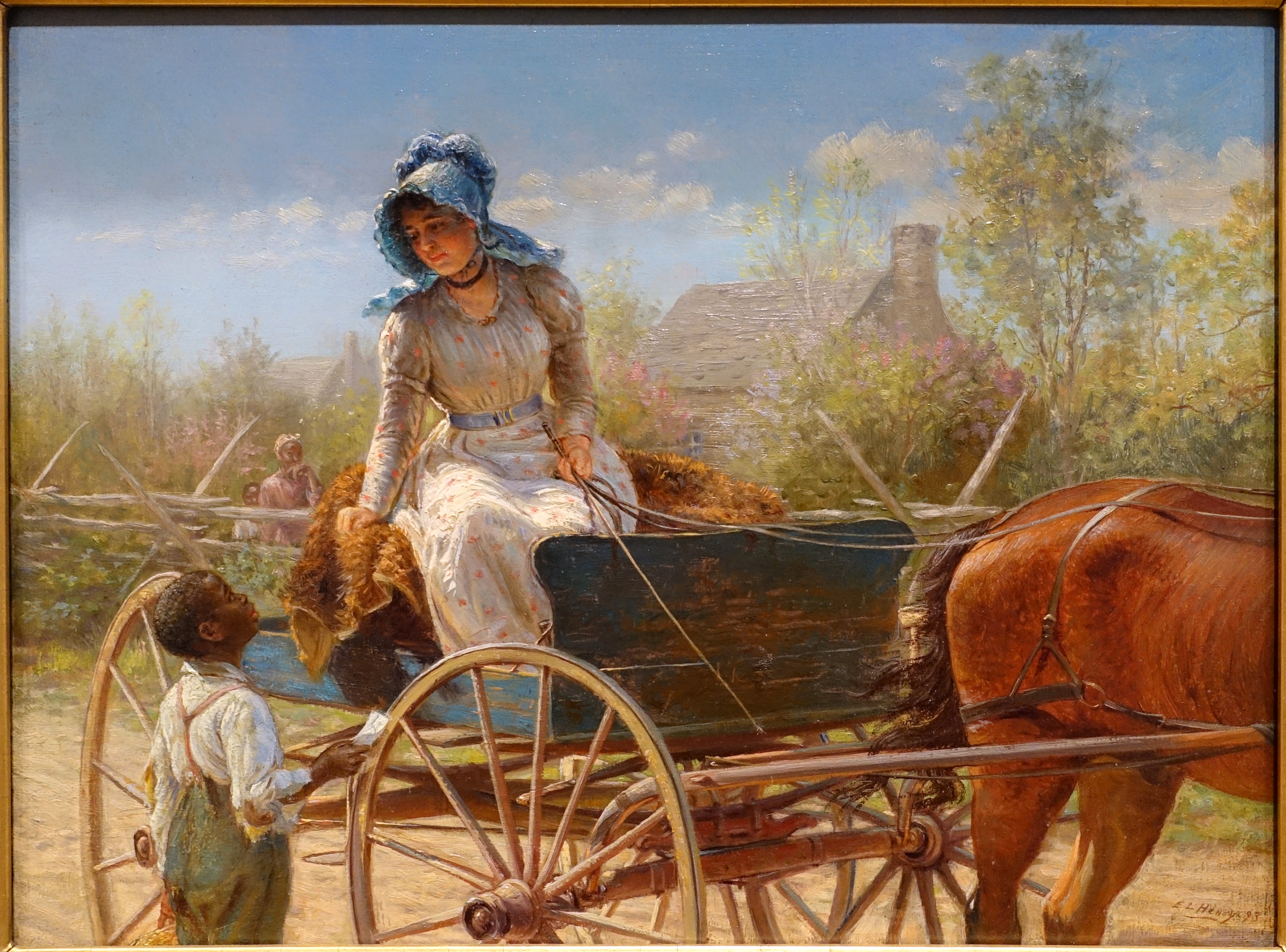
"The Message"(1893)
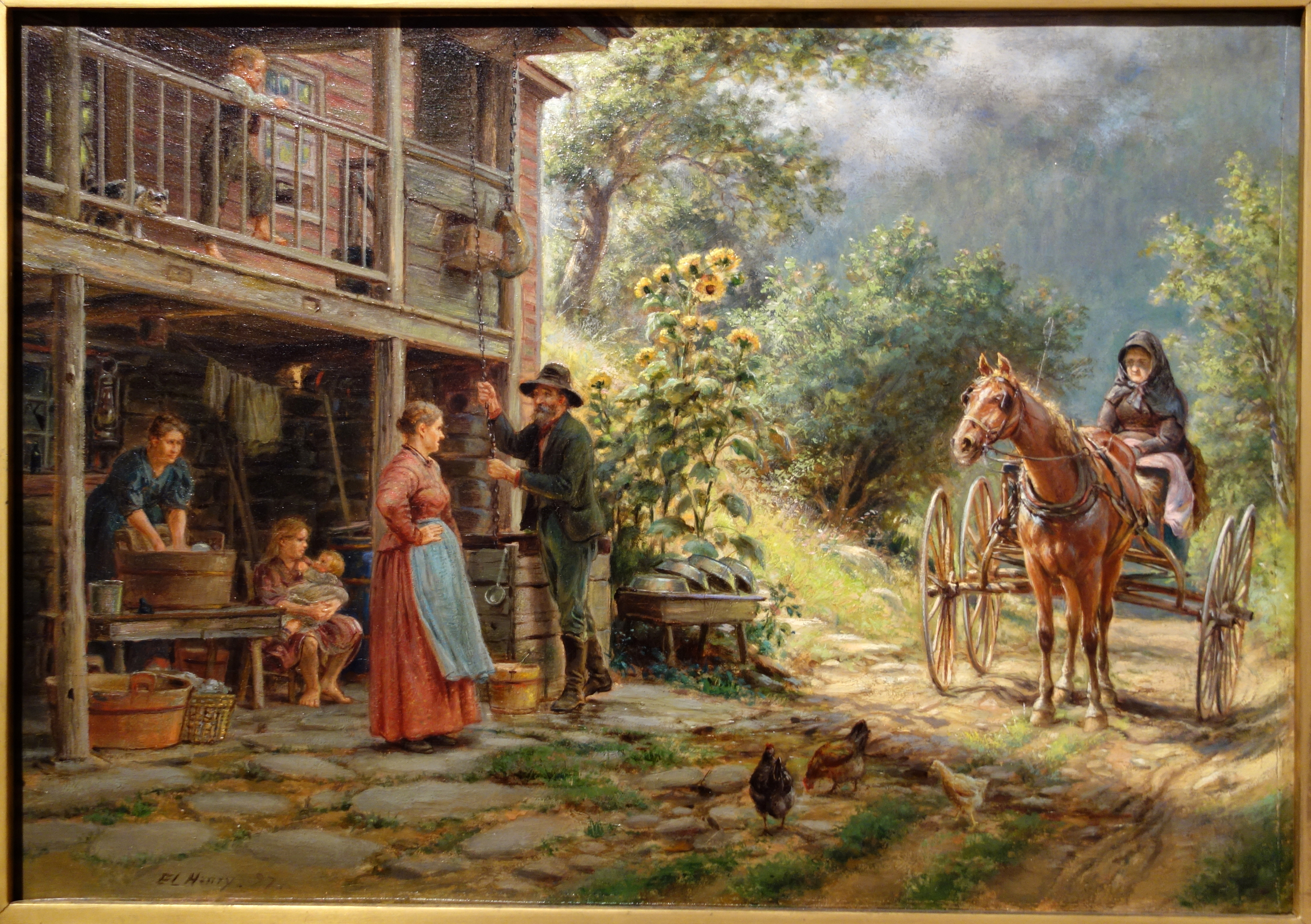
"Off the Main Road" (1897)